# Bustelo (Amarante)
Bustelo is een plaats (freguesia) in de Portugese gemeente Amarante en telt 577 inwoners (2001).